# Marler Gruppe

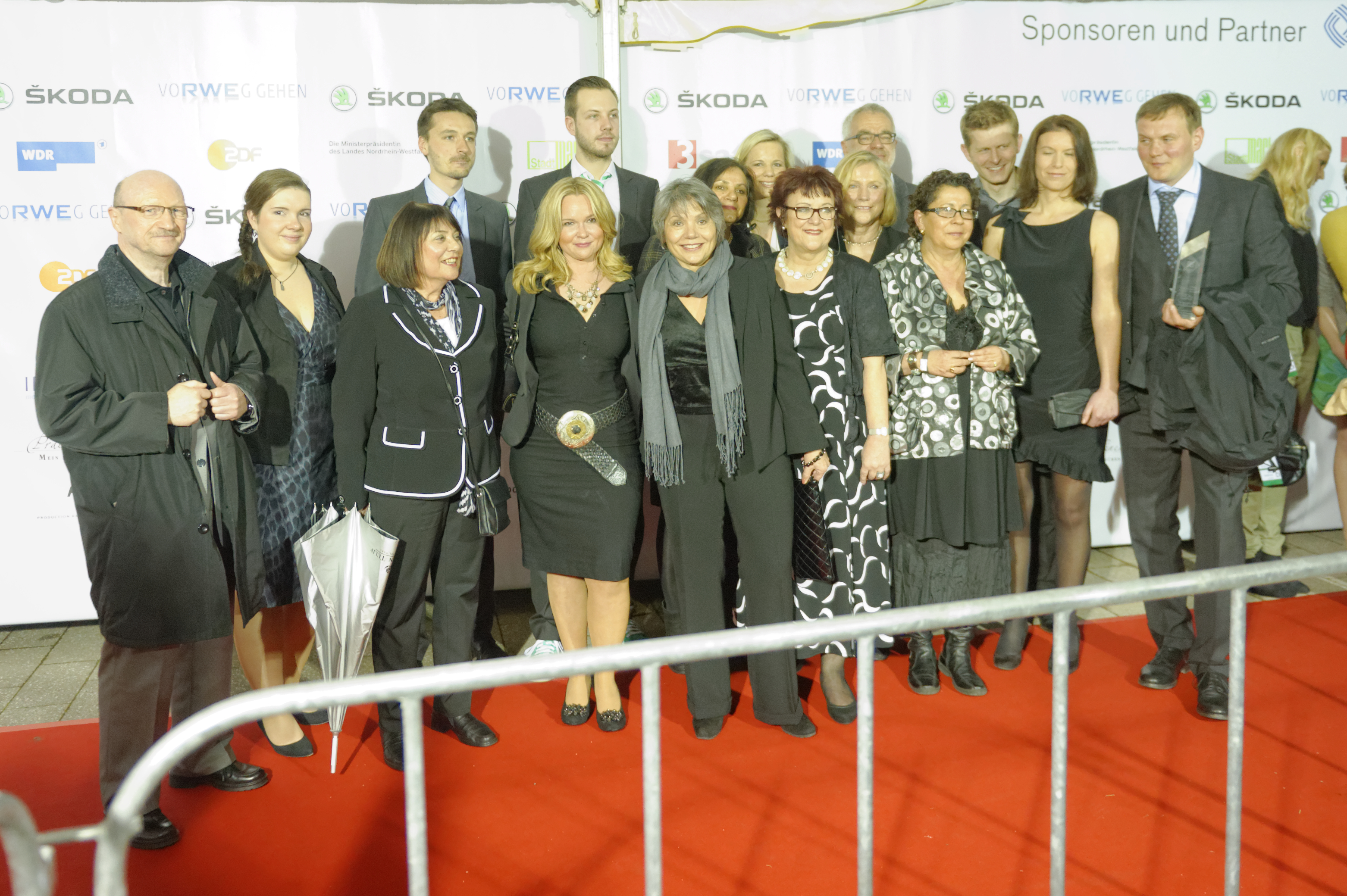
Die Marler Gruppe bei der Verleihung des Grimme-Preises 2013 mit Devid Striesow, dem Gewinner des Publikumspreises

Die Marler Gruppe ist eine Arbeitsgemeinschaft der Marler Volkshochschule „die insel“. Diese Arbeitsgemeinschaft diskutiert die Entwicklung des Fernsehprogramms und der Sendeformen sowohl des öffentlich-rechtlichen Fernsehens als auch des Privatfernsehens. Größere öffentliche Beachtung findet die Marler Gruppe seit ihrer Einbindung als Zuschauerjury beim Grimme-Preis.

## Geschichte
Schon bald nach der Gründung der Volkshochschule in Marl fand im Juni 1946 als erste Beschäftigung mit medialen Inhalten die zweiwöchige „Vier-Zonen-Presseschau“ statt, seit 1951 archivierten Mitglieder der Volkshochschule  Pressebeiträge und schufen das Tonarchiv. Bert Donepp, der erste Leiter der Volkshochschule, richtete einige Kursinhalte der Volkshochschule auf die elektronischen Medien aus, um den sinnvollen Umgang mit diesen damals neuen Medien zu erlernen. Ein wichtiges Ziel war die Analyse der Wirkung des Fernsehens auf Ansichten, Meinungen, Vorurteile und Wünsche der Zuschauer. Bert Donepp regte 1963 beim Deutschen Volkshochschul-Verband die Schaffung des Adolf-Grimme-Preises an, der heute zu den renommiertesten Auszeichnungen für deutsche Fernsehsendungen zählt. Das verleihende Grimme-Institut hat seinen Sitz in Marl. 1968 gründeten interessierte Bürger die Marler Gruppe, um sich an der Diskussion um die Wettbewerbsbeiträge des Adolf-Grimme-Preises zu beteiligen.

## Beteiligung beim Grimme-Preis
Als repräsentativer Querschnitt der Marler Bevölkerung sichtet die „Laienjury“, die aus 16 bis 20 Kursteilnehmern der Marler Gruppe besteht, seit 1969 die Wettbewerbsvorführungen des Adolf-Grimme-Preises und diskutiert anschließend mit Fernsehverantwortlichen, Regisseuren, Autoren und Kameraleuten. Das Urteil der Marler Gruppe wird bei der Preisverleihung verlesen.

## Beschäftigung mit dem Fernsehprogramm
Bei der Gründung sichtete und bewertete die Marler Gruppe vor allem einzelne Sendungen und ordnete ihre Bedeutung nach Qualität, Machart und Aussage. Die immer stärker wachsende Programm- und Kanal-Vielfalt zwang die Kursteilnehmer zur Erarbeitung neuer Kurskonzepte. In heutigen Kursen werden Programmsparten analysiert und ihre Tendenzen herausgearbeitet. Durch das Beleuchten von suggestiven Gefahren der Massenmedien findet eine Schulung zum bewussten Umgang und zur gezielten Nutzung des Fernsehens statt.

## Jugendarbeit
Seit 1997 ergänzt die Marler Gruppe ihre Sitzungen während des Wettbewerbs zum Grimme-Preis mit Schülern der Sekundarstufen II. Das Ziel ist die Heranführung von Schülern an den bewussten Umgang mit Medieninhalten.